# Papuadytes australiae
Papuadytes australiae là một loài bọ cánh cứng trong họ Bọ nước. Loài này được Clark miêu tả khoa học năm 1863.